# John George Kemeny
 (mars 2019).
Si vous disposez d'ouvrages ou d'articles de référence ou si vous connaissez des sites web de qualité traitant du thème abordé ici, merci de compléter l'article en donnant les références utiles à sa vérifiabilité et en les liant à la section « Notes et références ».
John George Kemeny (en hongrois : Kemény János György), né le 31 mai 1926 à Budapest, mort le 26 décembre 1992 à Hanover (New Hampshire), est un mathématicien et informaticien américain d'origine hongroise.
Son directeur de thèse était Alonzo Church. Il a développé le langage de programmation BASIC avec Thomas Eugene Kurtz au Dartmouth College, dans le cadre du projet de temps partagé "Dartmouth Time-Sharing System" (DTSS), un des tout premiers de l'histoire.